# Platja dels Capellans (l'Ampolla)
La platja del Capellans, també anomenada Cala Montero, és una petita platja urbana del municipi de l'Ampolla (Baix Ebre), situada entre la platja de les Avellanes, a ponent, i la platja del Baconer, a llevant. Tot i trobar-se a tocar del nucli urbà, està rodejada de pins i penya-segats. Té una longitud e 104 metres i una amplada mitjana de 22 metres, formada per sorra, grava i còdols. No disposa de serveis. S'hi pot accedir fàcilment tant amb cotxe com a peu, pel sender GR 92.